# Euphranta flavorufa
Euphranta flavorufa är en tvåvingeart som beskrevs av Erich Martin Hering 1936. Euphranta flavorufa ingår i släktet Euphranta och familjen borrflugor. Inga underarter finns listade i Catalogue of Life.